# Check Oumar Diakité
Pour les articles homonymes, voir Diakité.
Check Oumar Diakité, né le 5 décembre 2002 à Montreuil en France, est un footballeur français qui évolue au poste de milieu défensif à l'Adanaspor.

## Biographie

### En club
Né à Montreuil, Check Oumar Diakité est formé  à l'AS Choisy-le-Roi (en) et passe par l'US Créteil et Montrouge FC 92 avant de rejoindre le Paris FC. Il signe un contrat stagiaire en octobre 2020. Le 21 novembre 2020, Diakité joue son premier match en professionnel lors d'une rencontre de championnat face à l'AJ Auxerre. Il entre en jeu à la place de Moustapha Name lors de cette rencontre perdue par son équipe (0-3 score final),. Il signe son premier contrat professionnel en décembre 2020.
Diakité impressionne pour ses débuts avec le Paris FC, livrant des prestations qui lui vaut les louanges de l'entraîneur qui l'a lancé en professionnel, René Girard, qui le compare notamment à N'Golo Kanté.
Il inscrit son premier but en professionnel le 14 novembre 2021, à l'occasion d'une rencontre de coupe de France face au CS Sedan. Son équipe l'emporte ce jour-là lors d'une séance de tirs au but.
Le 1er septembre 2022, Diakité rejoint Le Havre AC sous la forme d'un prêt d'une saison, avec option d'achat. Il fait sa première apparition pour Le Havre le 1er octobre 2022, lors d'une rencontre de championnat face au Dijon FCO. Il est titularisé et les deux équipes se neutralisent (1-1).
Le 20 août 2023, Check Oumar Diakité rejoint la Turquie pour s'engager en faveur d'Adanaspor.
Il joue son premier match sous ses nouvelles couleurs le 27 août 2023, lors d'une rencontre de championnat face au Ankara Keçiörengücü SK. Il entre en jeu lors de cette rencontre perdue par son équipe sur le score de un but à zéro.

### En sélection
En août 2021, Check Oumar Diakité est convoqué pour la première fois avec l'équipe de France des moins de 20 ans. Il fait sa première apparition avec cette sélection lors d'un match amical face à la Norvège le 3 septembre 2021 (0-0 score final).